# دريجة برتقالية
الدريجة البرتقالية (الاسم العلمي:Tryngites) هي جنس من الطيور يتبع فصيلة دجاج الارض من الرتبة الزقزاقيات.

## أنواع
لهذا الجنس من الطيور نوع وحيد هو:
- الدريجة البرتقالية الصدر (الاسم العلمي: Tryngites subruficollis)